# NSW Trainlink

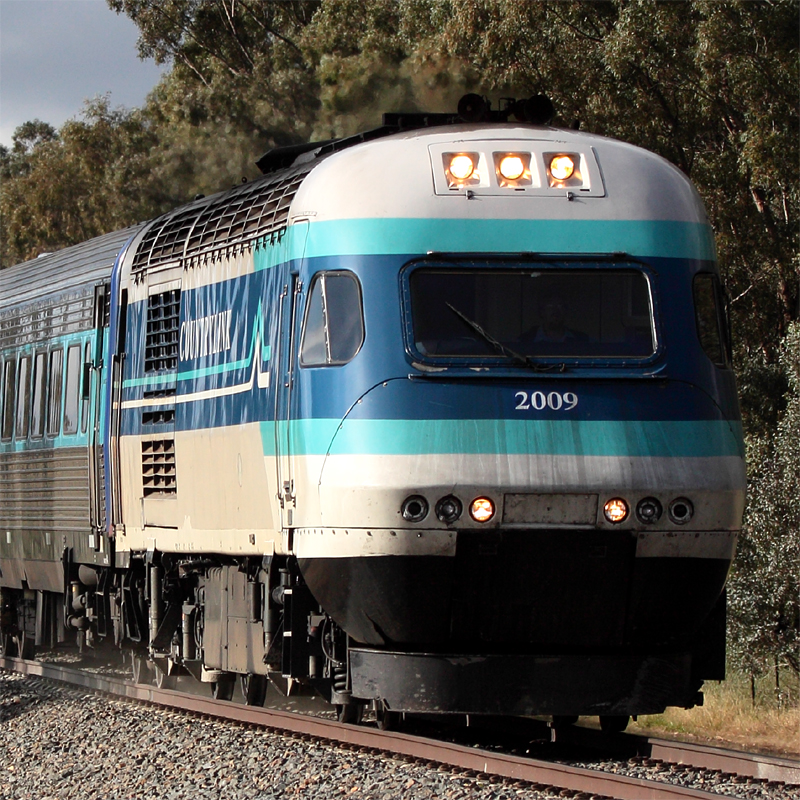
Ett snabbtåg tillhörande Countrylink. Från och med den 1 juli 2013 ingår Countrylinks flotta i NSW Trainlinks flotta.

NSW Trainlink, av myndigheten skrivet NSW TrainLink, är en myndighet under New South Wales regering som från och med den 1 juli 2013 sköter persontågstrafiken i New South Wales och, tillsammans med Sydney Trains, ersätter Rail Corporation New South Wales som delstatlig tågoperatör i New South Wales. NSW Trainlink etablerades augusti 2011 som NSW Trains, och anställda hos såväl Countrylink som Cityrail, som var enheter inom Rail Corporation New South Wales, har varit en del av NSW Trainlink sedan september 2012.